# Аркина, Нина
Нина Аркина (3 июля 1892, Одесса, Херсонская губерния — 24 сентября 1980) — норвежская писательница российского происхождения.
Нина Аркина выпустила ряд книг, большая часть из них посвящены темам истории России. Она написала биографические романы о Екатерине II (1949), Александре I (1950—1951), Александре II (1956), а также о математике Софье Ковалевской (1967).
В 1930 году она вышла замуж за писателя и политика Виктора Могенса.

## Произведения
- Katarina den store (1949)
- Alexander I (в двух томах, 1950—1951)
- Keiseren og dikteren, Nikolai I og Pusjkin (1954)
- Alexander II (1956)
- Livets spill (1963)
- Geni og kvinne (1967)
- Mannen Karl Marx. En roman om kjærlighet og hat (1968)
- Lenin og hans kvinne (1972)